# Fish (Kryptologie)
Fish (geschrieben auch: FISH) war im Zweiten Weltkrieg der alliierte Deckname für verschlüsselte Fernschreibverbindungen der deutschen Wehrmacht. Hauptsächlich wurden drei Systeme (siehe auch: Schlüsselmittel der Wehrmacht) unterschieden:
- Tunny (deutsch: „Thunfisch“) – der Schlüssel-Zusatz SZ42 der Lorenz AG, dessen Nachrichten in Bletchley Park mit Hilfe des Colossus entziffert werden konnten.
- Sturgeon (deutsch: „Stör“) – der Geheimschreiber T52 von Siemens & Halske, der ebenso gebrochen werden konnte, jedoch nicht viele Nachrichten umfasste.
- Thrasher (deutsch: „Drescher“) – der Fernschreiber Siemens-T43, der die unknackbare One-Time-Pad-Methode umsetzte.

## Schlüsselnetze
Darüber hinaus gab es weitere Fish-Namen, an die sich der britische Codebreaker Bill Tutte (1917–2002) erinnerte, wie Bream („Brasse“), Herring („Hering“) und Mackerel („Makrele“). Dabei handelte es sich jedoch nicht um eigenständige Systeme, sondern um die in Bletchley Park (B.P.) verwendeten englischen Decknamen deutscher Funkstrecken, die sämtlich mit Tunny (Lorenz-Schlüssel-Zusatz) betrieben wurden. Im Einzelnen waren dies:
| Name        | Übersetzung   | Funkstrecke | Funkstrecke  |
| ----------- | ------------- | ----------- | ------------ |
| Bream       | („Brasse“)    | Berlin      | Rom          |
| Chubb       | („Döbel“)     | Belgrad     | Saloniki     |
| Codfish     | („Dorsch“)    | Berlin      | Saloniki     |
| Dace        | („Hasel“)     | Berlin      | Königsberg   |
| Flounder    | („Flunder“)   | Saloniki    | Rhodos       |
| Grayling    | („Äsche“)     | Königsberg  | Belgrad      |
| Grilse      | („Lachs“)     | Berlin      | La Rochelle  |
| Gurnard     | („Knurrhahn“) | Berlin      | Belgrad      |
| Herring     | („Hering“)    | Rom         | Tunis        |
| Jellyfish   | („Qualle“)    | Berlin      | Paris        |
| Mullet      | („Meeräsche“) | Berlin      | Oslo         |
| Octopus     | („Krake“)     | Königsberg  | Ost-Ukraine  |
| Perch       | („Barsch“)    | Königsberg  | Weißrussland |
| Smelt       | („Stint“)     | Ost-Ukraine | Süd-Ukraine  |
| Squid       | („Kalmar“)    | Königsberg  | Nord-Ukraine |
| Stickleback | („Stichling“) | Königsberg  | Süd-Ukraine  |
| Tarpon      | („Tarpun“)    | Berlin      | Bukarest     |
| Turbot      | („Steinbutt“) | Berlin      | Kopenhagen   |
| Whiting     | („Weißling“)  | Königsberg  | Riga         |